# Roberto Nicolosi
Roberto Nicolosi (Genova, 16 novembre 1914 – Roma, 4 aprile 1989) è stato un compositore italiano.

## Biografia
Autore di numerose colonne sonore. Di professione dentista, era diplomato in pianoforte, composizione e contrabbasso. Ha fatto parte del primo comitato di redazione della rivista Musica Jazz. Tra le sue molteplici attività, è stato arrangiatore - nel primo dopoguerra - dell'orchestra ritmica di Radio Milano.

## Filmografia parziale
- Sesto continente, regia di Folco Quilici (1954)
- Donne sole, regia di Vittorio Sala (1956)
- La rivolta dei gladiatori, regia di Vittorio Cottafavi (1958)
- Il pirata dello sparviero nero, regia di Sergio Grieco (1958)
- Costa Azzurra, regia di Vittorio Sala (1959)
- Lettere di una novizia, regia di Alberto Lattuada (1960)
- Giovani delfini, regia di Vittorio Sala (1960)
- La vendetta dei barbari, regia di Giuseppe Vari (1960)
- La regina delle Amazzoni, regia di Vittorio Sala (1960)
- La maschera del demonio, regia di Mario Bava (1960)
- Il sicario, regia di Damiano Damiani (1960)
- Ester e il re (Esther and the King), regia di Raoul Walsh e Mario Bava (1960)
- Gli invasori, regia di Mario Bava (1961)
- L'ultimo dei Vikinghi, regia di Giacomo Gentilomo (1961)
- Universo di notte, regia di Alessandro Jacovoni (1962)
- La rimpatriata, regia di Damiano Damiani (1962)
- I normanni, regia di Giuseppe Vari (1962)
- I Don Giovanni della Costa Azzurra, regia di Vittorio Sala (1962)
- Benito Mussolini, regia di Pasquale Prunas (1962)
- La ragazza che sapeva troppo, regia di Mario Bava (1963)
- Taur, il re della forza bruta, regia di Antonio Leonviola (1963)
- Russia sotto inchiesta, regia di Leonardo Cortese, Tamara Lisitsian e Romolo Marcellini (1963)
- Le gladiatrici, regia di Antonio Leonviola (1963)
- I tre volti della paura, regia di Mario Bava (1963)
- Canzoni nel mondo, regia di Vittorio Sala (1963)
- Roma contro Roma, regia di Giuseppe Vari (1964)
- Il treno del sabato, regia di Vittorio Sala (1964)
- Gatto Filippo: licenza d'incidere, regia di Daniele D'Anza e Pino Zac (1965)
- Ischia operazione amore, regia di Vittorio Sala (1966)
- L'occhio nel labirinto, regia di Mario Caiano (1972)